# 選挙君主制
選挙君主制（せんきょくんしゅせい）は、君主を世襲によらず選挙によって選出する政治体制のこと。

## 概要
世襲によらないリーダーを互選で推戴する制度は歴史上ヨーロッパの王国からアフリカの部族国家まで世界中で広範に見られ、選挙の方法や被選挙権者、選挙権者の範囲は時代や国によって大きく異なる。時代を経るごとに世襲君主制に移行した例も多いが、ヨーロッパでは実質的に世襲君主制に移行したものの、公式には選挙君主制を維持していた例もある。
選挙君主制と共和制の区別はしばしば恣意的である。例えば、多くの共産主義国やイスラム共和国の指導者の選出方法は選挙君主制と酷似しているが、社会主義思想の影響から共和制とされる。これと好対照をなすのが、本来の意味での君主制ではないが歴史的に西欧王室と同格とみなされるバチカン市国とアンドラ公国で、これについては慣習的に共和制ではなく選挙君主制の国とされる。

## 現代の例

### アラブ首長国連邦
7つの首長国からなる連邦であり、大統領と副大統領（首相兼任）は7人の首長の中から選出されるのが建前だが、実際にはアブダビのナヒヤーン家が大統領職を握っている。

### カンボジア
カンボジアでは、ノロドム家とシソワット家の2つの王家のメンバーから、立法府の正副議長と首相と上座部仏教2宗派の指導者からなる王室評議会が終身の国王を選出する。

### クウェート
ジャービル家とサーリム家という2つの首長家から交互に首長を輩出する（近年はジャービル家に固定しつつある）。ちなみにこの両家は共にサバーハ家が始祖。

### サモア
共和制であるものの、4大首長家から5年任期の国家元首（オ・レ・アオ・オ・レ・マーロー）を議会が指名する。

### マレーシア
マレーシアの国王は5年の任期を持ち、マレーシア連邦を構成する13州のうち9州の君主である9人のスルターンの互選制である。ただし、各スルターンが輪番で国王に選ばれることが慣行となっている。ヌグリ・スンビラン州では、スルターンが州内の地域首長の選挙で選ばれ、その地域首長もまた地域内の長老により選出される。

### その他
同様に、厳密な意味での君主制とはいえないが、カトリック教会の枢機卿がコンクラーヴェで互選して選出されるローマ教皇を元首とするバチカン市国も選挙君主制に類似した体制を持つ国家である。
このほか、デンマーク、スペイン、オランダ、ノルウェー、ヨルダンでは、王位継承権をもつ者が絶えた際に議会が後継の国王を選出する（王家が切り替わる事もあり得る）ことが定められている。

## 選挙君主制をとった現存しない国の主な例

### 古代ローマ
王政ローマでは王は終身だが世襲ではなく、原則として市民集会が選挙でローマ市民権を持った者の中から選出した。選出は必ずしも家系や身分によらず、市外の者が選出された例もある。王の一族は貴族（パトリキ）となる。
ローマ帝国やビザンツ帝国においてもローマ皇帝は元老院により選出される第一の市民（プリンケプス）とされ、前皇帝との血縁は必要とされなかったため選挙君主制の一形態とされている。

### モンゴル帝国
モンゴル高原の遊牧民の間ではクリルタイにより部族の代表者たるハーンを選出する伝統があり、モンゴル帝国においてもチンギス・カンは一族や有力部族長の推戴を得て皇帝（カアン、ハーン）に選出されている。後のカアンは全員チンギス・カンの子孫の中から選ばれているが、カアン継承には長子相続や末子相続のような決まったルールは無く、クリルタイで帝国内の支持を集めた人物が選出されていた。

### ハプスブルク君主国
神聖ローマ帝国、ハンガリー王国、ボヘミア王国などは公式には選挙君主制を維持していたが、後にハプスブルク家が君主位を独占するようになり実質的な世襲君主制として機能していた。神聖ローマ帝国は、選挙で選ばれたローマ王がローマに赴いて教皇から戴冠されて帝位を兼ねる体制であった。このため、皇帝が帝位を維持したままローマ王選挙で嫡子を選出させる方法も利用された。ただし三十年戦争時のフリードリヒ冬王やオーストリア継承戦争時のカール7世などハプスブルク家以外から選出された例もある。

### ポーランド・リトアニア共和国

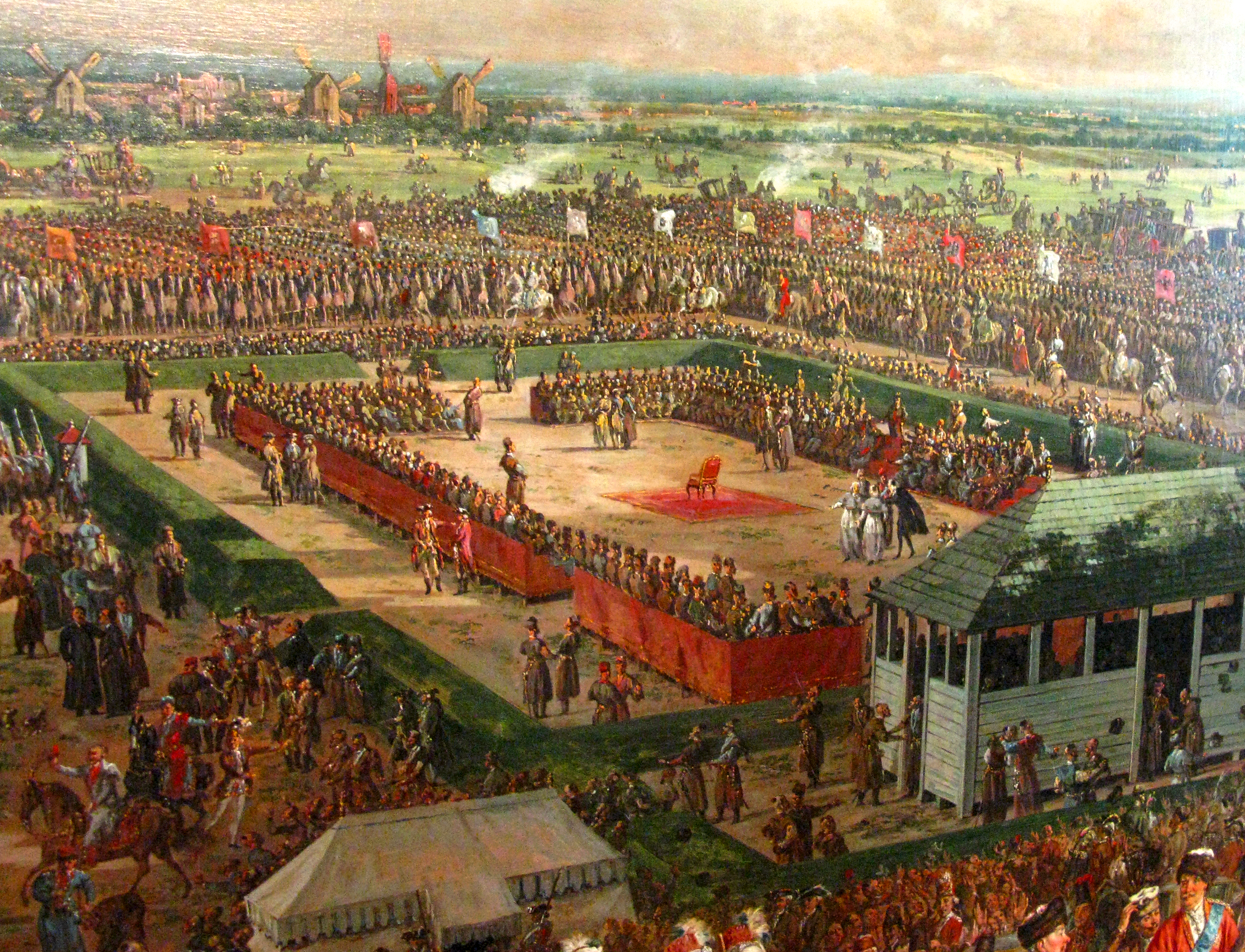
ポーランド・リトアニア共和国最後の国王スタニスワフ2世を選出した国王自由選挙（1764年）

ヤゲウォ朝断絶後のポーランド・リトアニア共和国では法的にも実質的にも選挙君主制が行われており、国王自由選挙により国内外の有力者が国王に選出された。これは大貴族（マグナート）による実権の掌握と王権の著しい弱体化につながり、諸外国の干渉も招いた。そのため末期には改革の動きもあったが、第3次ポーランド分割によって国家そのものが消滅することで終焉に至った。